# Special D
Special D, pseudonimo di Dennis Horstmann (Amburgo, 16 settembre 1980), è un disc jockey tedesco, particolarmente famoso nei Paesi Bassi dove ha vinto il premio Best Dance International (miglior artista dance internazionale) nel TMF NL Awards 2004.
È anche famoso nella scena eurotrance in Nord America
Il suo pezzo più famoso è Come With Me che ha raggiunta il sesto posto tra i singoli nel Regno unito e il quarto nella classifica irlandese dell'aprile del 2004.
Dal 2006 sta lavorando a un nuovo album che è stato pubblicato alla fine del 2007.

## Album
- Reckless [2004]

"Australian Track List"
1. Nothing I Won't Do (Radio Edit)
2. Reckless
3. Come With Me (Radio Edit)
4. You
5. Speaker Slayer
6. Home Alone (Radio Edit)
7. (Name Des Titels Folgt !!!)
8. Dust To Dust
9. 4madjz
10. Once Again
11. Like A Rider
12. King Of Da Beatz

"Japan Track List"
1. Nothing I Won't Do
2. Reckless
3. Come With Me
4. You
5. Speaker Slayer
6. Home Alone
7. Full Metal Jackass
8. Dust To Dust
9. 4madjz
10. Once Again
11. Like A Rider
12. King Of Da Beatz
13. Someone To Love
14. Keep The Faith
15. One Day (Special D. Remix) / Miraluna (bonus track)
16. Sign, The (Special D. Remix) / Sven-R.G. Vs. Bass-T (bonus track)

## Singoli
- Come With Me [2003] [2004]

Official Mixes
1. Come With Me (Club Mix) (6:29)
2. Come With Me (Dub Mix) (5:47)
3. Come With Me (Groove Coverage Remix) (5:54)
4. Come With Me (Single Edit) (3:11)
5. Come With Me (Central Seven vs Tricky P Remix) (6:30)
6. Come With Me (Extended Mix) (6:31)
7. Come With Me (Central Seven vs. Tricky P. Short Rmx) (2:50)
8. Come With Me (Radio Edit) (2:37)
9. Come With Me (Audiolush Remix) (6:40)
10. Come With Me (Flip & Fill Remix) (6:46)
11. Come With Me (Central Seven Remix)
12. Come With Me (KB Project Remix)

- Home Alone [2003] [2004]

Official Mixes
1. Home Alone (Club Mix) (6:53)
2. Home Alone (Megara vs. DJ Lee Remix) (6:38)
3. Home Alone (Gollum vs. Yanny Remix) (6:36)
4. Home Alone (Video Edit) (3:21)
5. Home Alone (Staccato Remix) (7:16)
6. Home Alone (Single Edit) (3:12)

- Nothing I Won't Do [2004] [2005]

Official Mixes
1. Nothing I Won't Do (Extended Mix) (6:48)
2. Nothing I Won't Do (Single Edit) (3:05)
3. Nothing I Won't Do (Video Edit) (3:09)
4. Nothing I Won't Do (Club Mix) (6:42)
5. Nothing I Won't Do (Friday Night Posse Remix)
6. Nothing I Won't Do (Lee S Mix)
7. Nothing I Won't Do (KB Project Remix)
8. Nothing I Won't Do (Flip & Fill Remix)

- You [2004]

Official Mixes
1. You (Club Mix) (7:02)
2. You (Single Edit) (2:58)
3. You (Rob Mayth Remix Edit) (3:27)
4. You (DJ Bonebreaker Remix) (6:08)
5. You (Rob Mayth Remix) (6:32)

- Here I Am [2005]

Official Mixes
1. Here I Am (Club Mix) (7:02)
2. Here I Am (Extended Mix) (6:57)
3. Here I Am (Single Edit)

## Curiosità
Produce usando il sequencer Ableton Live